# Клейман, Борис
Борис Клейман (ивр. בוריס קליימן‎; род. 26 октября 1990, Винница, Украинская ССР) — израильский футболист, вратарь греческого клуба «Волос». Сыграл 1 матч за сборную Израиля.

## Биография

### Клубная карьера
Воспитанник команд «Хапоэль» (Тель-Авив) и «Хапоэль» (Кфар-Сава). Профессиональную карьеру начал в клубе из Кфар-Савы, который выступал во второй лиге. Летом 2009 года вернулся в тель-авивский «Хапоэль», в котором когда-то начинал заниматься футболом, однако первые два сезона отыграл в аренде в клубах второй лиги «Маккаби» (Герцлия) и «Хапоэль» (Кфар-Сава). За основной состав «Хапоэль» (Тель-Авив) дебютировал 29 октября 2011 года в матче чемпионата Израиля против «Хапоэль» (Ришон-ле-Цион), в котором вышел на замену на 81-й минуте вместо Апулы Эделя. Летом 2014 года перешёл в клуб из Иерусалима «Бейтар». В новом клубе сразу же стал основным вратарём и за четыре года в команде сыграл за неё более 130 матчей. Летом 2018 года подписал контракт с клубом чемпионата Кипра «Эносис».

### Карьера в сборной
Выступал за сборные Израиля до 19 и до 21 года. В 2013 году в составе молодёжной сборной принимал участие на домашнем для Израиля чемпионате Европы. На турнире сыграл во всех трёх матчах группового этапа, в которых пропустил 6 мячей и один раз оставил свои ворота «сухими». В трёх матчах группового этапа сборная Израиля набрала 4 очка и не смогла выйти в плей-офф, заняв третье место в группе.
В основную сборную Израиля впервые был вызван в октябре 2013 года на матчи отборочного турнира чемпионата мира против сборных Португалии и Северной Ирландии, однако на поле не вышел. Дебютировать за сборную удалось лишь 23 марта 2016 года в товарищеском матче со сборной Хорватии (0:2).